# Thomas Cullinan
Sir Thomas Cullinan (Seymor, 12 febbraio 1862 – Johannesburg, 23 agosto 1936) è stato un imprenditore e politico sudafricano, famoso per aver dato il suo nome al Cullinan, il più grande diamante mai scoperto, e come proprietario della Premier Mine, oggi ribattezzata Cullinan Mine, da cui fu estratta la famosa gemma il 26 gennaio 1905. Diede il suo nome anche alla vicina piccola  città sudafricana di Cullinan nella Provincia di Gauteng, Sudafrica.
Fu membro dell'Assemblea legislativa del Transvaal e del primo Parlamento dell'Unione del 1910,  in rappresentanza del distretto occidentale di Pretoria. Fu onorato dalla Chiesa episcopale metodista africana di Tembisa che intitolò a lui la loro chiesa (Sir Thomas Cullinan AME Church).

## Biografia
Di origine irlandese, Thomas Cullinan nacque a Elands Post vicino a Seymore, nella Colonia del Capo, il 12 febbraio 1862. Si trasferì a Barberton nel 1884 e si sposò due anni dopo. Nel 1887 si trasferì a Johannesburg dove fece il muratore e, guadagnato un po' di denaro, si dedicò alla ricerca.

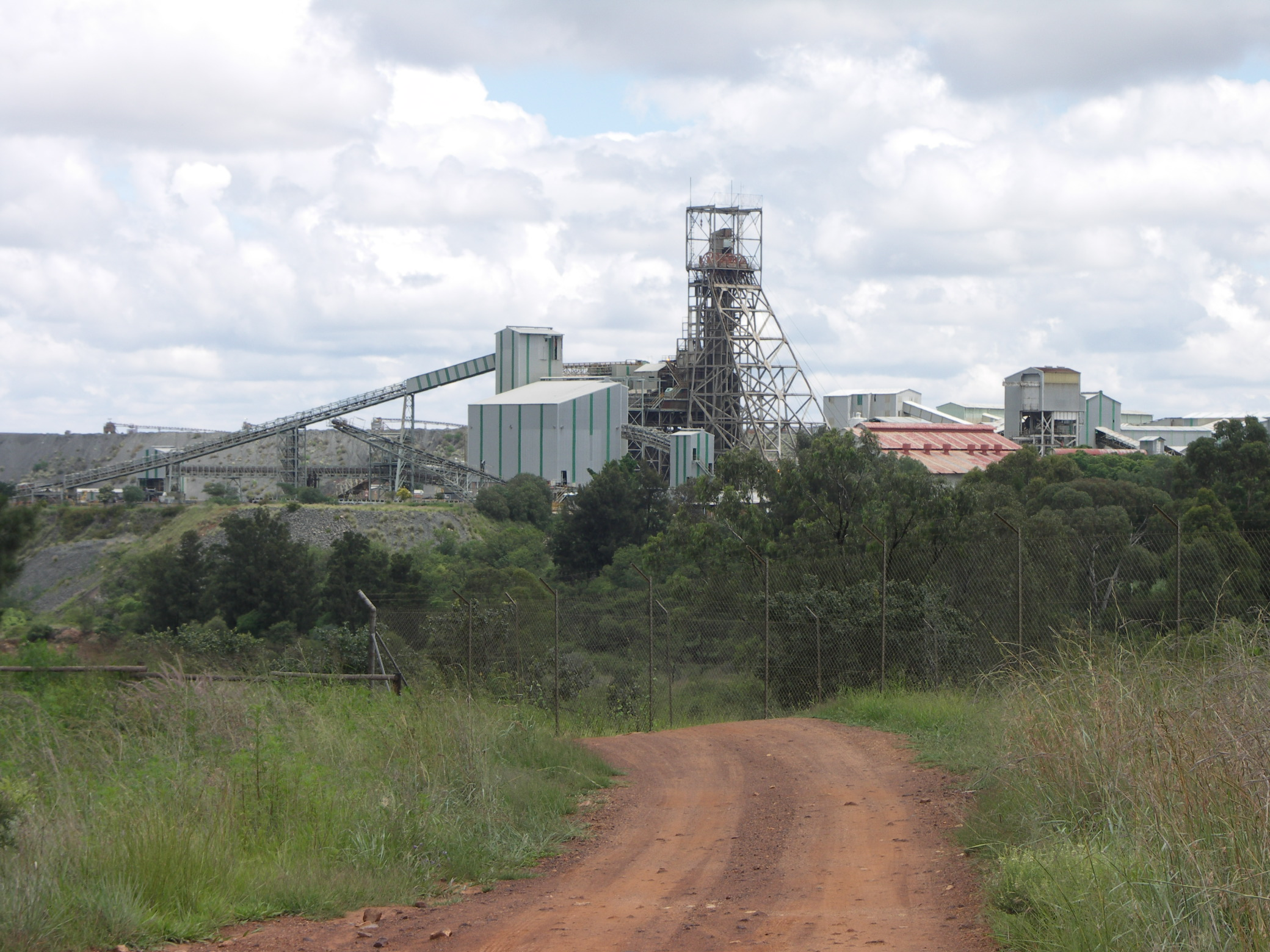
La miniera di diamanti di Cullinan (nota come Premier Mine), Cullinan, Sud Africa

Nel 1897 si trasferì a Parktown, il sobborgo emergente dei Randlords e fece costruire The View, la sua casa. Scoprì i giacimenti di diamanti Premier nel 1898. Si trovavano a notevole distanza dai giacimenti di diamanti esistenti, ma dal ritrovamento di un diamante in superficie vicino al recinto di una fattoria, dedusse che il diamante (trovato in terreno alluvionale) doveva essere emerso in qualche posizione geologica più elevata contenente altri diamanti. Tale posizione si presentava sotto forma di un vicino koppie, che nascondeva un tubo di terra blu con diamante.
Il proprietario della miniera, Joachim Prinsloo, aveva già venduto terreni sia a cercatori d'oro che a cercatori di diamanti e non voleva venderlo. Tuttavia Cullinan riuscì ad acquistare la terra per 52.000 sterline dalla figlia di Prinsloo, che ereditò la fattoria dopo la morte di suo padre.
Cullinan è stato uno dei cofondatori e presidente di quella che divenne la Camera delle industrie del Transvaal. Fu membro dell'Assemblea legislativa del Transvaal e del primo Parlamento dell'Unione del 1910,  in rappresentanza del distretto occidentale di Pretoria.
Fu nominato cavaliere nel 1910, all'inaugurazione dell'Unione del Sud Africa, in riconoscimento del suo contributo allo sviluppo industriale del Sud Africa. L'investitura fu effettuata dal duca di Connaught, in rappresentanza del re Giorgio V.
Sir Thomas Cullinan morì nel 1936, all'età di 74 anni.

## Vita privata
Aveva una famiglia di dieci figli, ed era il nonno di Patrick Cullinan, un importante poeta sudafricano.